# Leucoloma pobeguinii
Leucoloma pobeguinii là một loài rêu trong họ Dicranaceae. Loài này được Paris & Broth. mô tả khoa học đầu tiên năm 1906.